# Homestead Acts

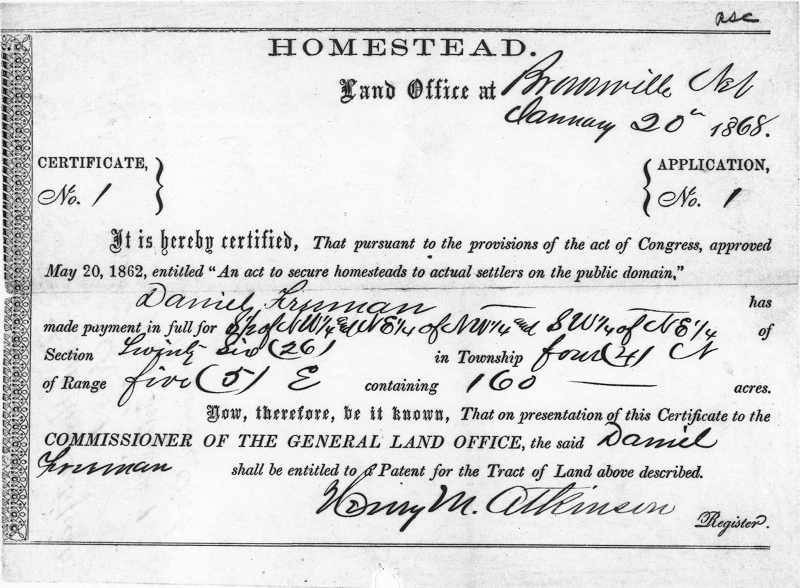
Un certificato di assegnazione rilasciato secondo lHomestead Act in Nebraska, 1868.

L'Homestead Act è stato un provvedimento legislativo degli Stati Uniti secondo il quale venivano assegnati, a chi ne faceva richiesta, 160 acri (65 ettari) di terra demaniale nelle terre selvagge al di fuori dei confini delle tredici colonie originali. La nuova legge prevedeva tre fasi: una domanda di assegnazione, l'impegno a lavorare la terra assegnata e l'ottenimento del titolo di proprietà. Chi non aveva mai combattuto contro il governo degli Stati Uniti e, tra questi, anche gli schiavi liberati, potevano presentare una domanda di assegnazione presso un ufficio locale del territorio.
La legge venne firmata dal presidente Abraham Lincoln il 20 maggio del 1862.
Ad essa seguirono poi, nel corso degli anni, altre leggi di analogo tenore, conosciute collettivamente come Homestead Acts. La prima fu il Southern Homestead Act del 1866, che tentava di correggere le disuguaglianze nella proprietà terriera del sud durante la ricostruzione successiva alla Guerra di secessione. Il Timber Culture Act concedeva un terreno a un richiedente che s'impegnasse a piantare alberi. Il lotto poteva essere aggiunto a una concessione già esistente e non aveva vincoli di residenza. Il Kinkaid Act (o Kinkaid Amendment) assegnava un'intera sezione demaniale (una superficie di un miglio quadrato, corrispondente a 640 acri, ossia 260 ettari) ai coloni del Nebraska occidentale. Un emendamento all'Homestead Act del 1862, l'Enlarged Homestead Act, fu approvato nel 1909 e aumentò la superficie dei lotti in concessione a 320 acri (130 ettari). Nel 1916 fu infine approvata un'altra modifica con lo Stock-Raising Homestead Act, aumentando ulteriormente l'estensione dei singoli lotti, stavolta a 640 acri (260 ettari).

## Sinossi generale
Il primo Homestead Act era stato proposto in origine dai Repubblicani del nord prima della Guerra civile, ma era stato bloccato in Congresso dai Democratici del sud che volevano le terre occidentali aperte alla colonizzazione dei proprietari di schiavi. L'Homestead Act del 1860 fu effettivamente approvato dal Congresso, ma fu fermato dal presidente James Buchanan con un veto presidenziale. Dopo la secessione degli stati del sud dall'Unione nel 1861 e l'abbandono del Congresso da parte dei loro rappresentanti, il Congresso repubblicano approvò il progetto di legge a lungo ritardato. Come già detto, il testo fu infine promulgato dal presidente Abraham Lincoln il 20 maggio 1862. Daniel Freeman fu la prima persona a presentare una domanda di concessione in base alla nuova legge.
Tra il 1862 e il 1934, il governo federale assegnò 1,6 milioni di lotti e distribuì 270.000.000 di acri (420.000 miglia quadrate, equivalenti a 1.093.000 chilometri quadrati) di terra federale per la proprietà privata. Questo corrispondeva al 10% di tutta la terra degli Stati Uniti. L'assegnazione fu interrotta nel 1976, eccetto che in Alaska, dove continuò fino al 1986.
Circa il 40% dei richiedenti che iniziarono la procedura riuscirono a completarla e ad ottenere il diritto alla loro concessione terriera.

## Cronologia normativa

### Homestead Actdel 1862
L'ideale dello yeoman farmer (agricoltore proprietario) della democrazia jeffersoniana esercitava ancora una potente influenza sulla politica americana durante gli anni 1840–1850, in cui molti politici credevano che una legge sulle proprietà coloniche (cioè appunto uno homestead act) avrebbe aiutato ad accrescere il numero di "virtuosi proprietari". Il Partito del Libero Suolo (Free Soil Party) del 1848–1852, e il nuovo Partito Repubblicano dopo il 1854, pretendevano che le nuove terre che si stavano aprendo all'ovest fossero rese disponibili agli agricoltori indipendenti, piuttosto che ai ricchi piantatori che le avrebbero sfruttate con l'uso degli schiavi costringendo i coltivatori proprietari verso le terre marginali. I Democratici del sud avevano continuamente combattuto (e sconfitto) le precedenti proposte di legge sulle proprietà coloniche, poiché temevano che la terra libera avrebbe attratto verso ovest gli immigranti europei e i bianchi poveri del sud. Dopo che il Sud si fu separato e i suoi delegati ebbero lasciato il Congresso nel 1861, i Repubblicani e i loro sostenitori dell'alto Sud approvarono uno homestead act.
L'intento del primo Homestead Act, approvato nel 1862, era di liberalizzare i requisiti per l'assegnazione dei lotti stabiliti nel Preemption Act del 1841. I suoi principali sostenitori furono Andrew Johnson, George Henry Evans e Horace Greeley.
La legge (e le altre che la seguirono) richiedeva una procedura in tre stadi: presentare una domanda, migliorare la terra e presentare istanza per l'atto di proprietà. Chiunque non avesse mai preso le armi contro il governo degli Stati Uniti d'America (compresi gli schiavi liberati) e avesse almeno 21 anni o fosse a capo di una famiglia, poteva presentare una domanda per chiedere la concessione di una terra federale. L'occupante doveva risiedere sulla terra per cinque anni, e fornire le prove di aver apportato le migliorie richieste.

### Southern Homestead Actdel 1866
Fu emanato per consentire ai fittavoli e ai mezzadri poveri del Sud di diventare proprietari terrieri negli Stati Uniti meridionali durante la ricostruzione. Non ebbe molto successo, perché anche i prezzi e i canoni più bassi erano spesso troppo alti perché i richiedenti se li potessero permettere.

### Timber Culture Actdel 1873

Homesteaders in Nebraska nel 1886

Il Timber Culture Act concedeva fino a 160 acri di terra a un assegnatario che avesse piantato almeno 40 acri di alberi in un periodo di vari anni. Questo quarto di sezione poteva essere aggiunto a una concessione colonica esistente, offrendo un totale di 320 acri a un colono.

### Kinkaid Amendmentdel 1904
Riconoscendo che le terre aride a ovest del 100º meridiano, che passa attraverso il Nebraska centrale, richiedevano più di 160 acri perché un richiedente potesse mantenere una famiglia, il Congresso approvò il Kinkaid Act che concedeva più grandi appezzamenti in assegnazione, fino a 640 acri, ai coloni del Nebraska occidentale.

### Enlarged Homestead Actdel 1909
Poiché verso l'inizio del Novecento gran parte della pregiata terra alluvionale bassa lungo i fiumi era stata assegnata, nel 1909 fu approvato l'Enlarged Homestead Act. Per consentire l'aridocoltura, la nuova legge aumentava il numero di acri per una concessione terriera a 320 acri (1,3 km2) data ai coltivatori che accettavano terre più marginali (specialmente nelle Grandi Pianure), che non potevano essere irrigate facilmente.
Un massiccio afflusso di questi nuovi agricoltori, combinato con tecniche di coltivazione inappropriate e l'incomprensione dei problemi ecologici, portò a un'immensa erosione delle terre e infine alla Dust Bowl degli anni 1930.

### Stock-Raising Homestead Actdel 1916
Nel 1916, fu approvato lo Stock-Raising Homestead Act per i coloni che cercavano 640 acri (260 ha) di terra demaniale allo scopo di costruirvi un ranch.

### Norme deiSubsistence Homesteadssotto ilNew Deal– 1930
Un rinnovato interesse per le concessioni terriere fu introdotto dal programma di Subsistence Homesteading ("Concessioni terriere di sussistenza") del presidente statunitense  Franklin D. Roosevelt attuato negli anni 1930 sotto il New Deal.

## Requisiti per le concessioni terriere
Gli Homestead Acts prevedevano pochi requisiti per l'accesso. Un homesteader doveva essere il capofamiglia o avere almeno ventun anni. Doveva vivere sulla terra indicata, costruirsi una casa, apportare delle migliorie e coltivarla per un minimo di cinque anni. La tassa per la presentazione della domanda era diciotto dollari (o dieci per mantenere temporaneamente una pretesa sulla terra).
Immigranti, agricoltori senza terra, donne nubili ed ex schiavi potevano tutti avere i requisiti necessari.

## La legge in pratica
I coloni trovavano la terra e avanzavano le loro pretese, solitamente in singole unità familiari individuali, sebbene altri formassero comunità legate più strettamente. Spesso, la concessione terriera consisteva di vari edifici o strutture accanto della casa principale.
L'Homestead Act del 1862 diede origine in seguito a un nuovo fenomeno, grandi corse alla terra, come le corse alla terra dell'Oklahoma degli anni 1880 e 90.

## Fine delle concessioni terriere

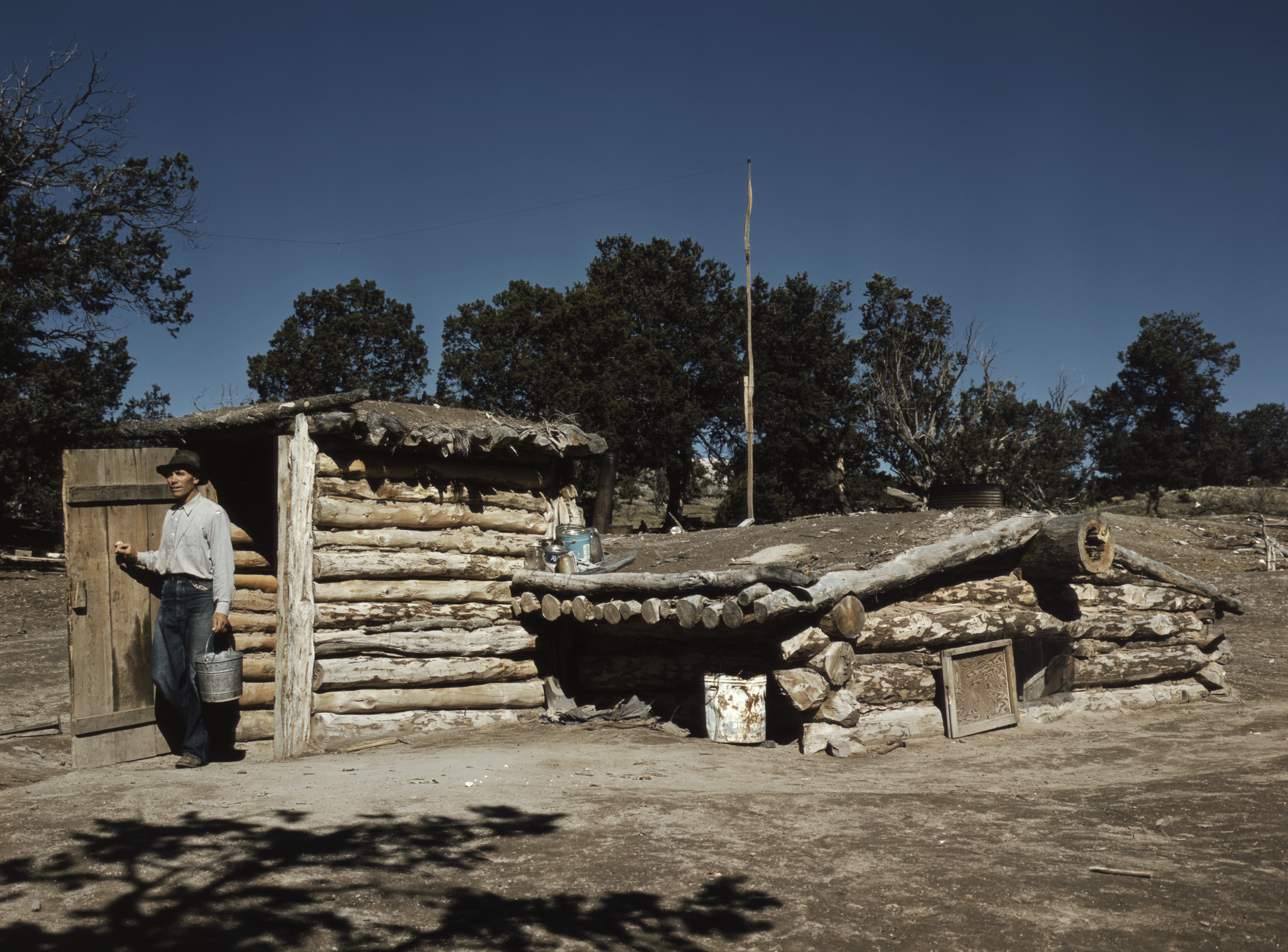
Casa sotterranea di una concessione terriera vicino a Pie Town (Nuovo Messico), 1940.

Il Federal Land Policy and Management Act del 1976 mise fine alle concessioni terriere; per quell'epoca, la politica del governo federale era cambiata verso il mantenimento del controllo delle terre demaniali occidentali. La sola eccezione a questa nuova politica fu in Alaska, per la quale la legge permise le concessioni terriere fino al 1986.
L'ultima rivendicazione in base a questa legge fu fatta da Ken Deardorff per 80 acri (32 ha) di terra sul fiume Stony nell'Alaska sudoccidentale. Egli soddisfaceva tutti i requisiti dello Homestead Act nel 1979, ma ricevette il suo atto di proprietà solo nel maggio 1988. Fu l'ultima persona a ricevere un titolo di proprietà su una terra reclamata in base agli Homestead Acts.

## Critiche
Le leggi sulle concessioni terriere furono oggetto di gravi abusi. Sebbene l'intento fosse di concedere terre per uso agricolo, nelle aree aride a est delle Montagne Rocciose, 640 acri (2,6 km2) erano generalmente un appezzamento troppo piccolo per consentire a una fattoria di essere autosufficiente (almeno anteriormente ai grandi investimenti pubblici federali nei progetti di irrigazione). In queste aree, alcune persone manipolarono le disposizioni della legge per acquisire il controllo delle risorse, specialmente dell'acqua. Uno stratagemma comune era che un individuo, agendo da prestanome per una grande azienda di allevamento, presentasse domanda per una concessione terriera che circondava una sorgente d'acqua, con il pretesto che la terra doveva essere utilizzata per una fattoria. Una volta ottenuta la concessione, ad altri allevatori di bestiame sarebbe stato negato l'uso di quella sorgente d'acqua, sottraendo di fatto la terra demaniale adiacente alla concorrenza. Quel metodo fu usato anche da grandi imprese e grandi speculatori per acquisire la proprietà delle terre ricche di legname e petrolio. Il governo federale faceva pagare diritti di sfruttamento per l'estrazione di queste risorse dalle terre pubbliche. D'altro canto, gli stratagemmi delle concessioni terriere erano inutili per terre contenenti "minerali localizzabili", come oro e argento, che potevano essere controllate attraverso le concessioni minerarie in base al Mining Act ("Legge mineraria") del 1872, per le quali il governo federale non faceva pagare diritti di sfruttamento.
Il governo non sviluppò metodi per valutare le domande avanzate in base alle leggi sulle concessioni terriere. Gli uffici del catasto si basavano su dichiarazioni di testimoni che il pretendente era vissuto sulla terra per il periodo di tempo richiesto e aveva realizzato le migliorie previste. In pratica, alcuni di questi testimoni erano corrotti o in altro modo collusi con il pretendente.
Sebbene non fosse necessariamente una frode, era una pratica comune per i figli di una famiglia numerosa, dotati dei necessari requisiti, di rivendicare non appena possibile terre vicine tra loro. In questo modo, dopo qualche generazione, una famiglia poteva accumulare una sostanziosa proprietà immobiliare.
Le concessioni terriere furono criticate in quanto troppo piccole per le condizioni ambientali della Grande Pianura; un homesteader che utilizzava la forza animale del XIX secolo per la coltivazione e il raccolto non avrebbe potuto coltivare i 1.500 acri in seguito raccomandati per l'aridocoltura. Alcuni studiosi credono che i limiti al numero di acri da assegnare fossero ragionevoli quando la legge fu scritta, ma al tempo stesso rivelano come nessuno si rendesse conto delle condizioni fisiche delle pianure.
Secondo Hugh Nibley, gran parte della foresta pluviale a ovest di Portland (Oregon) fu acquisita dalla Oregon Lumber Company (una grossa impresa di legname) in base alla legge mediante istanze illegali.

## Leggi collegate in altri paesi
Il Canada approvò una legge simile all'Homestead Act, sia pure con alcune modifiche, il cosiddetto Dominion Lands Act ("Legge sulle Terre del Dominion"). Simili nell'intento, i Crown Lands Acts ("Leggi sulle Terre della Corona") britannici furono estesi a parecchi territori dell'Impero e molti, in qualche misura, sono ancora in vigore oggi. Ad esempio, in Australia varie colonie adottarono i cosiddetti selection acts a partire dal primo, approvato nel 1861 nel Nuovo Galles del Sud.

## Cultura di massa
- La serie de La piccola casa nella prateria di Laura Ingalls Wilder descrive suo padre e la sua famiglia che reclamano una concessione terriera in Kansas e in seguito nel Territorio del Dakota.
- I romanzi di Willa Cather, O Pioneers! e My Ántonia, mostrano famiglie assegnatarie di concessioni demaniali sulle Grandi Pianure.
- Il romanzo per giovani adulti di Kirby Larson, Hattie Big Sky, esplora i tentativi di una donna di "apportare migliorie" alla concessione della sua famiglia prima della scadenza per conservare i suoi diritti.
- Il musical di Rodgers e Hammerstein Oklahoma è basato sulla corsa alla terra dell'Oklahoma.
- Il film musicale del 1962 di Elvis Presley, Lo sceriffo scalzo, adattato da Vacanze matte (1959), mostra una famiglia assegnataria di una concessione demaniale in Florida.
- Il film Cuori ribelli, con Tom Cruise e Nicole Kidman, s'incentra sulla lotta dei protagonisti per "ottenere i loro 160 acri".
- La miniserie Colorado dipinge lo sviluppo delle concessioni terriere di una città del Colorado orientale.
- Nella narrativa italiana, è da segnalare un'avventura a fumetti di Tex Willer, apparsa nel 1991 nell'albo speciale Oklahoma!, scritto da Giancarlo Berardi e illustrato da Guglielmo Letteri e ambientato durante la corsa alla terra dell'Oklahoma.[32]